# Olympische Sommerspiele 1980/Ringen – Griechisch-römischer Stil Leichtgewicht (Männer)
Das Ringen im griechisch-römischen Stil der Männer in der Klasse bis 68 kg bei den Olympischen Sommerspielen 1980 wurde vom 22. bis 24. Juli im ZSKA-Sportkomplex ausgetragen.

## Wettkampfformat
Die Kampfzeit war auf drei Mal drei Minuten beschränkt. Ein Ringer blieb so lange im Turnier, bis er mit sechs Minuspunkten belastet war. Sobald nur noch zwei oder drei Athleten übrig waren, wurde eine Finalrunde um die Medaillen ausgetragen.
Minuspunkte wurden wie folgt verteilt:
- 0,5: Sieg nach Punkten (Differenz 8–11 Punkte)
- 1: Sieg nach Punkten (Differenz 1–7 Punkte)
- 2: Sieg nach Passivität, Sieger jedoch aus passiv
- 3: Niederlage nach Punkten (Differenz 1–7 Punkte)
- 3,5: Niederlage nach Punkten (Differenz 8–11 Punkte)
- 4: Niederlage durch Schultersieg des Gegners, Passivität, Verletzung

## Ergebnisse
Legende
- MPG – Minuspunkte Gesamt
- MPK – Minuspunkte in diesem Kampf
- PS – Sieg durch Passivität des Gegners
- PS1 – Sieg nach Passivität, Sieger jedoch aus passiv
- PS2 – Beide Ringer verloren durch Passivität
- S – Schultersieg

### Runde 1
| MPG | MPK |                     | Ergebnis  |                           | MPK | MPG |
| --- | --- | ------------------- | --------- | ------------------------- | --- | --- |
| 4   | 4   | Lionel Lacaze       | PS / 5:25 | Ferenc Čaba               | 0   | 0   |
| 4   | 4   | Iwan Atanasow       | S / 5:35  | Ștefan Rusu               | 0   | 0   |
| 4   | 4   | Tapio Sipilä        | PS / 5:16 | Suren Nalbandjan          | 0   | 0   |
| 4   | 4   | Iwan Atanasow       | S / 0:58  | Károly Gaál               | 0   | 0   |
| 0   | 0   | Andrzej Supron      | PS / 5:28 | Sakhidad Hamidi           | 4   | 4   |
| 1   | 1   | Bujandelgeriin Bold | 18 - 15   | Mohammed Moustafa Mahmoud | 3   | 3   |
| 0   | 0   | Lars-Erik Skiöld    | S / 4:01  | Reinhard Hartmann         | 4   | 4   |
| 0   |     | Khaled El-Khaled    |           | Freilos                   |     |     |

### Runde 2
| MPG | MPK |                           | Ergebnis  |                     | MPK | MPG |
| --- | --- | ------------------------- | --------- | ------------------- | --- | --- |
| 4   | 4   | Khaled El-Khaled          | PS / 4:26 | Lionel Lacaze       | 0   | 4   |
| 3   | 3   | Ferenc Čaba               | 2 - 7     | Iwan Atanasow       | 1   | 5   |
| 0   | 0   | Ștefan Rusu               | S / 3:48  | Tapio Sipilä        | 4   | 8   |
| 0   | 0   | Suren Nalbandjan          | PS / 4:56 | Iwan Atanasow       | 4   | 8   |
| 4   | 4   | Károly Gaál               | PS / 8:27 | Andrzej Supron      | 0   | 0   |
| 8   | 4   | Sakhidad Hamidi           | PS / 5:47 | Bujandelgeriin Bold | 0   | 1   |
| 7   | 4   | Mohammed Moustafa Mahmoud | PS / 5:07 | Lars-Erik Skiöld    | 0   | 0   |
| 4   |     | Reinhard Hartmann         |           | Freilos             |     |     |

### Runde 3
| MPG | MPK |                   | Zeit      |                     | MPK | MPG |
| --- | --- | ----------------- | --------- | ------------------- | --- | --- |
| 4   | 0   | Reinhard Hartmann | PS / 6:46 | Khaled El-Khaled    | 4   | 8   |
| 8   | 4   | Lionel Lacaze     | PS / 8:36 | Iwan Atanasow       | 0   | 5   |
| 7   | 4   | Ferenc Čaba       | S / 7:30  | Ștefan Rusu         | 0   | 0   |
| 1   | 1   | Suren Nalbandjan  | 4 - 2     | Károly Gaál         | 3   | 7   |
| 0   | 0   | Andrzej Supron    | S / 7:10  | Bujandelgeriin Bold | 4   | 5   |
| 0   |     | Lars-Erik Skiöld  |           | Freilos             |     |     |

### Runde 4
| MPG | MPK |                     | Ergebnis |                | MPK | MPG |
| --- | --- | ------------------- | -------- | -------------- | --- | --- |
| 1   | 1   | Lars-Erik Skiöld    | 10 - 10  | Iwan Atanasow  | 3   | 8   |
| 8   | 4   | Reinhard Hartmann   | S / 3:37 | Ștefan Rusu    | 0   | 0   |
| 4   | 3   | Suren Nalbandjan    | 2 - 4    | Andrzej Supron | 1   | 1   |
| 5   |     | Bujandelgeriin Bold |          | Freilos        |     |     |

### Runde 5
| MPG | MPK |                     | Ergebnis   |                  | MPK | MPG |
| --- | --- | ------------------- | ---------- | ---------------- | --- | --- |
| 9   | 4   | Bujandelgeriin Bold | S / 3:34   | Lars-Erik Skiöld | 0   | 0   |
| 4   | 4   | Ștefan Rusu         | PS2 / 7:09 | Suren Nalbandjan | 4   | 8   |
| 1   |     | Andrzej Supron      |            | Freilos          |     |     |

### Finale
| MPG | MPK |                  | Ergebnis |                  | MPK | MPG |
| --- | --- | ---------------- | -------- | ---------------- | --- | --- |
|     | 0   | Andrzej Supron   | S / 3:08 | Lars-Erik Skiöld | 4   |     |
|     | 1   | Ștefan Rusu      | 3 - 2    | Andrzej Supron   | 3   | 3   |
| 7   | 3   | Lars-Erik Skiöld | 1 - 5    | Ștefan Rusu      | 1   | 2   |